# Nicki Bille Nielsen
Nicki Bille Nielsen   (Copenhaguen, 7 de febrer de 1988) més conegut com a Nicki Bille és un futbolista danès. Juga de davanter en l'Elx CF de la Segona divisió espanyola de futbol, cedit pel Vila-real CF.
És internacional amb Dinamarca en totes les categories juvenils, destacant amb la Sub-21, on ha marcat 15 gols en 21 partits. La jove promesa del futbol danès va debutar en la màxima categoria del seu país al Frem (2005-2006), posteriorment va passar per tres equips del Calcio, Reggina Calcio, AC Martina i AS Lucchese, i després va tornar al seu país al FC Nordsjælland (2008-2010). El 2010 va signar amb el Vila-real Club de Futbol per quatre temporades. La temporada 2011/2012 és cedit a l'Elx CF